# Patricia Moreno
Patricia Moreno (n. 7 ianuarie 1988, Madrid, Spania) este o gimnastă artistică ce a reprezentat Spania, medaliată olimpică. A participat la o ediție a Jocurilor Olimpice (2004) în care a câștigat o medalie de bronz.

## Participări
Lista de mai jos prezintă principalele competiții la care a participat Patricia Moreno de-a lungul carierei.
- gymnastics at the 2004 Summer Olympics – women's floor[*][1]